# Marina San José
Marina San José Cuesta (Madrid, 16 de septiembre de 1983) es una actriz española.

## Biografía
Marina San José Cuesta nació en Madrid el 16 de septiembre de 1983. Es hija de los artistas Víctor Manuel (Víctor Manuel San José) y Ana Belén (María del Pilar Cuesta), lo que hace que desde pequeña frecuente ambientes artísticos, ya sea en los espectáculos musicales de sus padres o en las giras teatrales de su madre.
Aunque en un primer momento desea ser veterinaria, al finalizar los estudios secundarios se matricula en el Laboratorio William Layton, una escuela de actores de la capital española. También estudia canto y danza.
En el verano de 2005 colabora como corista en la primera fase de la gira Una canción me trajo aquí de Ana Belén y Víctor Manuel utilizando Xana como nombre artístico. Al finalizar su preparación académica, es elegida para debutar en la adaptación teatral de la obra de Antonio Skármeta, El cartero de Neruda, bajo la dirección de José Sámano. Marina comparte cartel con grandes actores de la escena española como Tina Sainz, José Ángel Egido y Miguel Ángel Muñoz. La obra se estrena en Avilés para después emprender una larga gira por España. En 2006 interviene en tres capítulos de la serie de Cuatro Amistades peligrosas en la que interpreta a Laura, una modelo que padece trastornos alimentarios.
En febrero de 2007 estrena en Alicante con el Centro Dramático Nacional su segunda representación teatral, Móvil de Sergi Belbel y que cuenta con la dirección de la leyenda de la escena española Miguel Narros. El espectáculo supone el estreno en castellano de la pieza teatral y en ella Marina comparte protagonismo con María Barranco, Nuria González y Raúl Prieto. En la obra se retrata la incomunicación imperante en nuestra sociedad actual con un atentado terrorista como telón de fondo.
En verano de 2008 estrena en Nápoles una adaptación de El burlador de Sevilla de Tirso de Molina, con versión y dirección de Emilio Hernández. La función también se representa en el Festival Internacional de Teatro de Almagro, donde la actriz recibe el Premio Ágora como reconocimiento a su interpretación. En la obra Marina comparte escena con actores de la talla de Fran Perea, Jorge Roelas y Manuel Tejada.
Su salto definitivo a la fama llega entre 2008 y 2010, cuando protagoniza la cuarta y la quinta temporada de la serie de TVE Amar en tiempos revueltos. Marina interpreta a Ana, única hija de la familia Rivas, que ha estudiado en el extranjero y comienza a trabajar en los grandes almacenes propiedad de sus padres como una empleada más. Finalmente, descubre que está enamorada de Teresa, su mejor amiga. Por su papel en esta serie, Marina es nominada al Premio Unión de Actores a la mejor actriz secundaria de televisión y recibe el premio Lesgai de televisión en 2010. En 2009 interviene en el cortometraje Paco, debut en la dirección del actor Jorge Roelas.
En agosto de 2011 debuta en la comedia con la función Venecia bajo la nieve, adaptación al español de un gran éxito de la cartelera parisina, donde comparte protagonismo con Pablo Carbonell, Eva Isanta y Carlos Heredia. Ese mismo año retoma el papel de Ana Rivas en Amar en tiempos revueltos apareciendo en un episodio de la sexta temporada y en un especial titulado La muerte a escena, y en 2012 regresa de nuevo a la serie de forma temporal durante unos capítulos.
En septiembre de 2012 se sube de nuevo a los escenarios para protagonizar Sin paga, nadie paga, adaptación de la obra Aquí no paga nadie de Darío Fo. En este espectáculo vuelve a trabajar con el director y parte del elenco de Venecia bajo la nieve (Pablo Carbonell y Carlos Heredia). También interviene en un capítulo de la sexta temporada de la serie de televisión La que se avecina.
Su siguiente proyecto teatral, Hermanas, se estrena en enero de 2013. Supone el estreno absoluto en castellano de la obra por la que Carol López obtuvo el Premio Max a la mejor autora teatral en catalán. La actriz comparte protagonismo sobre las tablas con Amparo Larrañaga y María Pujalte. También participa en tres capítulos de la tercera temporada de la serie Gran Reserva.
En julio de 2014 estrena su nueva función, Al final de la carretera. Marina protagoniza la obra, original de Willy Russell, junto a Melani Olivares, Manuel Baqueiro y Raúl Peña. La actriz es dirigida, por tercera vez en su carrera, por Gabriel Olivares. También interviene en la película De chica en chica, dirigida por Sonia Sebastián y estrenada en septiembre de 2015, papel por el que es candidata al Premio a la Mejor Actriz Revelación de la Unión de Actores.
En julio de 2016 Marina debuta en el Festival de Teatro Clásico de Mérida, interpretando a Axiana en una nueva versión de Alejandro Magno de Jean Racine adaptada por Eduardo Galán y dirigida por Luis Luque. La actriz comparte escenario con Félix Gómez, Amparo Pamplona y Unax Ugalde, entre otros.

## Teatro
- 2005/06 – El cartero de Neruda, de Antonio Skármeta. Dirección: José Sámano.
- 2007/08 – Móvil, de Sergi Belbel. Dirección: Miguel Narros.
- 2008/09 – Don Juan, el burlador de Sevilla, de Tirso de Molina. Versión y dirección: Emilio Hernández.
- 2011/12 – Venecia bajo la nieve, de Gilles Dyrek. Dirección: Gabriel Olivares.
- 2012  – ¡Sin paga, nadie paga!, de Darío Fo. Dirección: Gabriel Olivares.
- 2013/14 – Hermanas. Dramaturgia y dirección: Carol López.
- 2014/16 – Al final de la carretera, de Willy Russell. Dirección: Gabriel Olivares.
- 2015/16 – Mathilde, de Verónique Olmi. Dirección: Gerard Iravedra.
- 2016 – Alejandro Magno, de Jean Racine. Dirección: Luis Luque.
- 2017 – 3 Hermanas, de Antón Chejov. Dirección: Raúl Tejón.
- 2017/19 – El test, de Jordi Vallejo. Dirección: Alberto Castrillo-Ferrer.
- 2019/20 – Escape Room, de Joel Joan y Héctor Claramunt. Dirección: Joel Joan y Héctor Claramunt.
- 2021 – Lotto, de Luis Álvarez. Dirección: Gabriel Olivares.
- 2023/25 – Una semana nada más, de Michel Clement. Dirección: Raquel Pérez.

## Filmografía
- 1999 – Entre las piernas. Dirigida por Manuel Gómez Pereira.
- 2009 – Paco. Dirigido por Jorge Roelas (Cortometraje).
- 2012 – Edificio Ural. Dirigido por Miguel Tejerina y José Fontes (Cortometraje).
- 2013 – Sonata. Dirigido por Jon Ander Tomás (Cortometraje).
- 2015 – De chica en chica. Dirigida por Sonia Sebastián.
- 2016 – Aparatos. Dirigida por Salvador Gómez Cuenca.
- 2019 – Xyx. Dirigida por Daniel Chamorro. (Cortometraje).
- 2022 – Cuentas divinas. Dirigida por Eulalia Ramón. (Cortometraje).
- 2023 – Saben aquell. Dirigida por David Trueba.
- 2024 – Amarillo. Dirigida por Eduardo Álvarez.

## Televisión
| Año       | Título                    | Personaje          | Cadena    | Datos         |
| --------- | ------------------------- | ------------------ | --------- | ------------- |
| 2006      | Amistades peligrosas      | Laura              | Cuatro    | 3 episodios   |
| 2008-2012 | Amar en tiempos revueltos | Ana Rivas Ortiz    | TVE       | 424 episodios |
| 2011      | La muerte a escena        | Ana Rivas Ortiz    | TVE       | 2 episodios   |
| 2012      | La que se avecina         | Alejandra Martínez | Telecinco | 2 episodios   |
| 2013      | Gran Reserva              | Ainhoa Miranda     | TVE       | 3 episodios   |
| 2019      | 45 revoluciones           | Ángeles Costa      | Antena 3  | 10 episodios  |

## Programas de televisión
| Año  | Título               | Función     | Cadena | Datos       |
| ---- | -------------------- | ----------- | ------ | ----------- |
| 2017 | MasterChef Celebrity | Concursante | TVE    | 3 programas |

## Premios y candidaturas
2008
- Premio Unión de Actores a la mejor actriz secundaria de televisión por "Amar en tiempos revueltos" (Candidata).
- Premio Ágora a la Mejor actriz en el Festival de Teatro de Almagro por "Don Juan, el burlador de Sevilla".

2010
- Premio Lesgai de Televisión por "Amar en tiempos revueltos" (Junto a Carlota Olcina).

2011
- Premio Entrada de Oro a la mejor actriz por "Venecia bajo la nieve" (Candidata).

2013
- Premio Revelación (Premios Ercilla) por "Hermanas" (Candidata).

2015
- Premio Unión de Actores a la mejor actriz revelación por "De chica en chica" (Candidata).
- Premio Gredos.

2018
- Nominación al Premio Fotogramas de Plata a la mejor actriz de teatro por El Test.

2019
- Premio Mierenses en el Mundo.